# Goron de Bovernier
Pour les articles homonymes, voir Goron.
Le goron de Bovernier est un cépage de cuve noir.

## Culture
Le cépage est cultivé en Valais près de  la commune Bovernier. Des récentes recherches génétiques ont montré une proximité avec des cépages du val d'Aoste. La maturité du cépage est de deuxième époque tardive donc 20 jours après le chasselas B. Il donne des vins rouges très aromatiques.
Le goron de Bovernier fait partie d'une famille de cépages typiques des régions alpines du Valais et de la vallée d'Aoste. Les autres cépages sont le bonda, le completer, le cornalin d'Aoste (ou humagne rouge), le cornalin du Valais, le crovassa, le durize, l'eyholzer, le fumin, l'himbertscha, l'humagne blanche, le lafnetscha, le mayolet, le ner d'Ala, la petite arvine, le petit-rouge, le planscher, le prié blanc, la rèze, le roussin, le roussin de Morgex, le vien de Nus et le vuillermin. 